# 陳霓媗
陳霓媗（1997年11月9日—），原名陳柏禎，藝名蝴蝶兒
蝴蝶兒曾經擅長使用角色是《英雄聯盟》阿璃。 
蝴蝶兒與男性實況主「超負荷」張家盛關係密切，一度謠傳兩人已經交往，可惜兩人最終還是以朋友身份告終。2021年8月，兩人觀眾集資「婚紗照基金」達成目標金額新臺幣一百萬元，蝴蝶兒承諾2019冠狀病毒病臺灣疫情趨緩後一定會拍攝婚紗照。2023年6月23日，張家盛首度公開自己的婚紗單人照，他承認「照片真的是本人親自去拍的，只有請他們修瘦一點點而已」。

## 外部連結
- 蝴蝶兒的Facebook專頁
- 蝴蝶兒的Instagram帳戶
- 萌萌小蝶的Twitch频道